# Georg Berlit
Georg Berlit (ur. 2 lipca 1878 w Kassel, zm. 1946 w Brunszwiku) – współtwórca i długoletni (40 lat) dyrektor uzdrowiska w Polanicy-Zdroju (niem. Altheide Bad).
Pochodził z Kassel; jego ojciec Jean Berlit był właścicielem i dyrektorem kilku uzdrowisk w Hesji (m.in. Bad Salzschlirf, Bad Orb, Hochwaldhausen).
W 1890 r. Berlit został wysłany do USA jako przedstawiciel handlowy niemieckiego winiarstwa. Tam, aby przeżyć, podejmował każdą pracę, wyplatał wieńce, był pomywaczem naczyń i kelnerem. Dzięki energii i wysiłkowi wkrótce nabył hotel w Indianapolis, gdzie zamieszkał. Ojciec, który rozwinął uzdrowiska dzięki zagospodarowaniu źródeł, wezwał go z powrotem, by ten przejął kierownictwo domu zdrojowego, jednak Georga ograniczała kontrola ojca.
Od 1 stycznia 1905 r. przyjął więc posadę dyrektora uzdrowiska w Długopolu-Zdroju (niem. Bad Langenau), najmniejszego uzdrowiska na ziemi kłodzkiej, lecz chętnie przyjął w 1907 r. propozycję Georga Haasego, właściciela znanego browaru we Wrocławiu i od niedawna właściciela uzdrowiska w Altheide. Haase potrzebował kogoś, kto będzie realizował jego zamysły co do rozwoju tego uzdrowiska. Nigdy potem nie żałował swojego wyboru. Berlit w wieku 29 lat został dyrektorem najmłodszego, jeszcze mało znanego uzdrowiska w Polanicy.
Podstawy rozwoju kurortu stworzono nieco wcześniej poprzez odwierty źródeł mineralnych w 1904 r. – Prinzensprudel i Charlottensprudel (Książęcego i Karoliny), noszących dzisiaj nazwy Wielkiej Pieniawy i Józefa oraz budowę nowego Domu Zdrojowego w 1906 r. Należało teraz dokupić teren pod rozwój kurortu, założyć park zdrojowy, zachęcić do budowy prywatnych hoteli i pensjonatów, wybudować infrastrukturę miejską: elektryczność, drogi i ulice, ścieżki spacerowe, kort tenisowy i kąpielisko. Konieczna była budowa kościołów, katolickiego i ewangelickiego, cmentarzy dla obu wyznań.

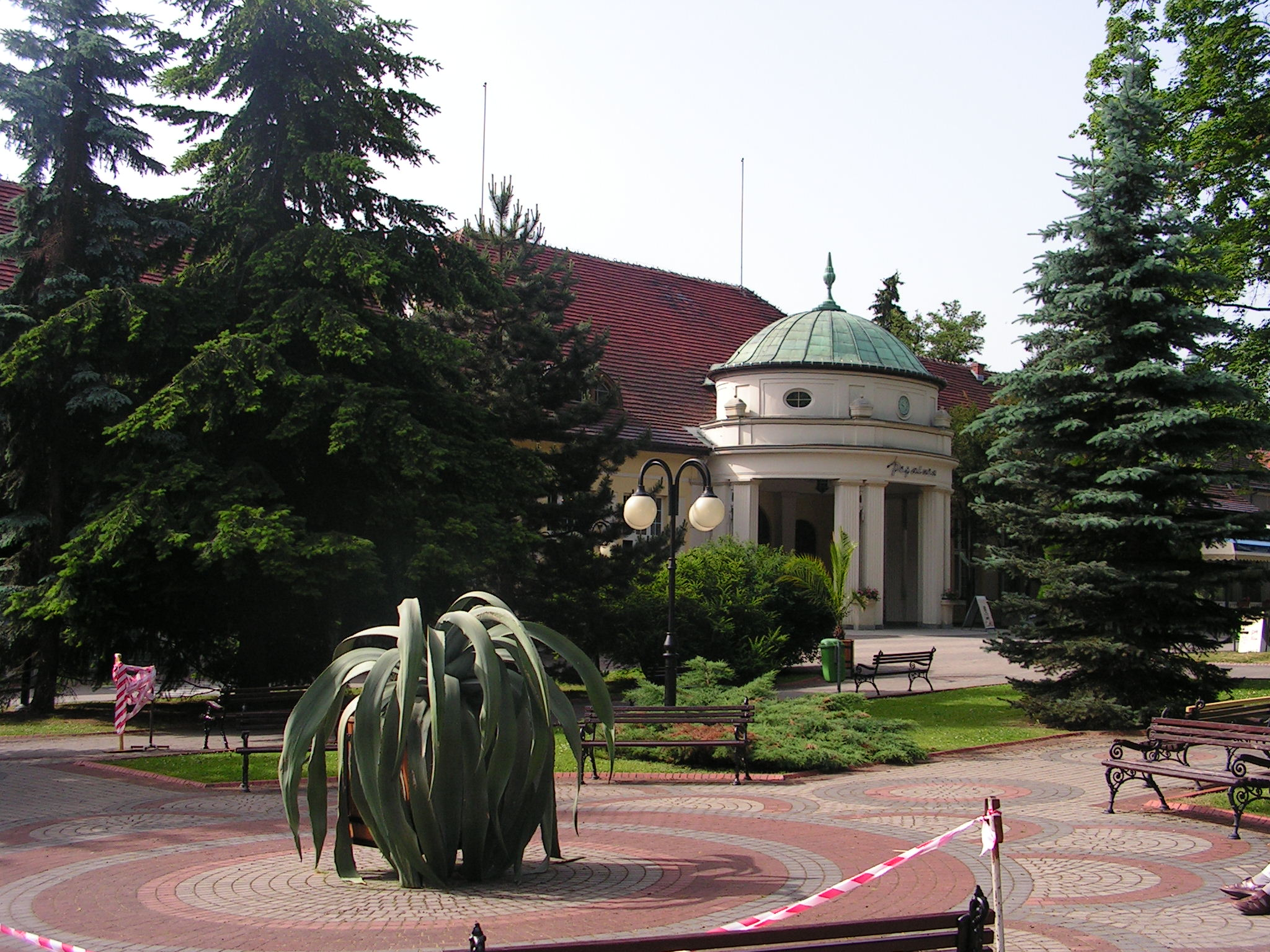
Pijalnia w Parku Zdrojowym

Przeprowadzono gruntowne analizy składu wody mineralnej z nowo odkrytych zdrojów, komisje lekarskie określiły specjalizację uzdrowiska. Szeroko zakrojona kampania reklamowa wypromowała uzdrowisko w Niemczech i zagranicą. Hasło „Polanica leczy serce” stało się wkrótce powszechnie znane. W 1908 r. napełniono pierwsze butelki wody mineralnej opatrzone etykietą z czerwonym serduszkiem w nowej rozlewni i wysłano do hoteli i restauracji w całym kraju. W 1909 r. nastąpiło otwarcie sanatorium zajmującego się leczeniem pacjentów chorych na serce, w 1911 r. zbudowano nową pijalnię z halą spacerową, w 1925 r. otwarto nowy teatr zdrojowy. Polanica stała się też miejscem kongresów lekarskich.
Z kolei koncerty symfoniczne i koncerty znanych solistów pod kierownictwem Albina Eschricha w Polanicy uważano za wzorowe na Śląsku; cieszyły się najwyższym uznaniem śląskich krytyków muzyki. Również wybudowany w 1925 r. teatr zdrojowy nie narzekał na brak widzów.
Berlit w ciągu niemal czterdziestu lat stworzył uzdrowisko mające uznaną pozycję wśród uzdrowisk niemieckich. Dzięki jego pracowitości, wyobraźni i energii, Altheide Bad stało się jednym z najnowocześniejszych i najlepiej wyposażonych uzdrowisk niemieckich. Georg Berlit został wybrany pierwszym przewodniczącym Śląskiego Związku Uzdrowisk oraz przewodniczącym Ogólnoniemieckiego Związku Uzdrowisk (Allgemeiner Deutscher Bäderverband). W 1934 r. ustąpił z tego stanowiska, gdyż jak ojciec był socjaldemokratą, nigdy nie należał do partii nazistowskiej.
Po przekazaniu uzdrowiska w polskie ręce służył radą nowemu dyrektorowi, inż. Marianowi Starkiewiczowi. Wysiedlony do Niemiec, zmarł po kilku miesiącach.